# Oskar Hauser

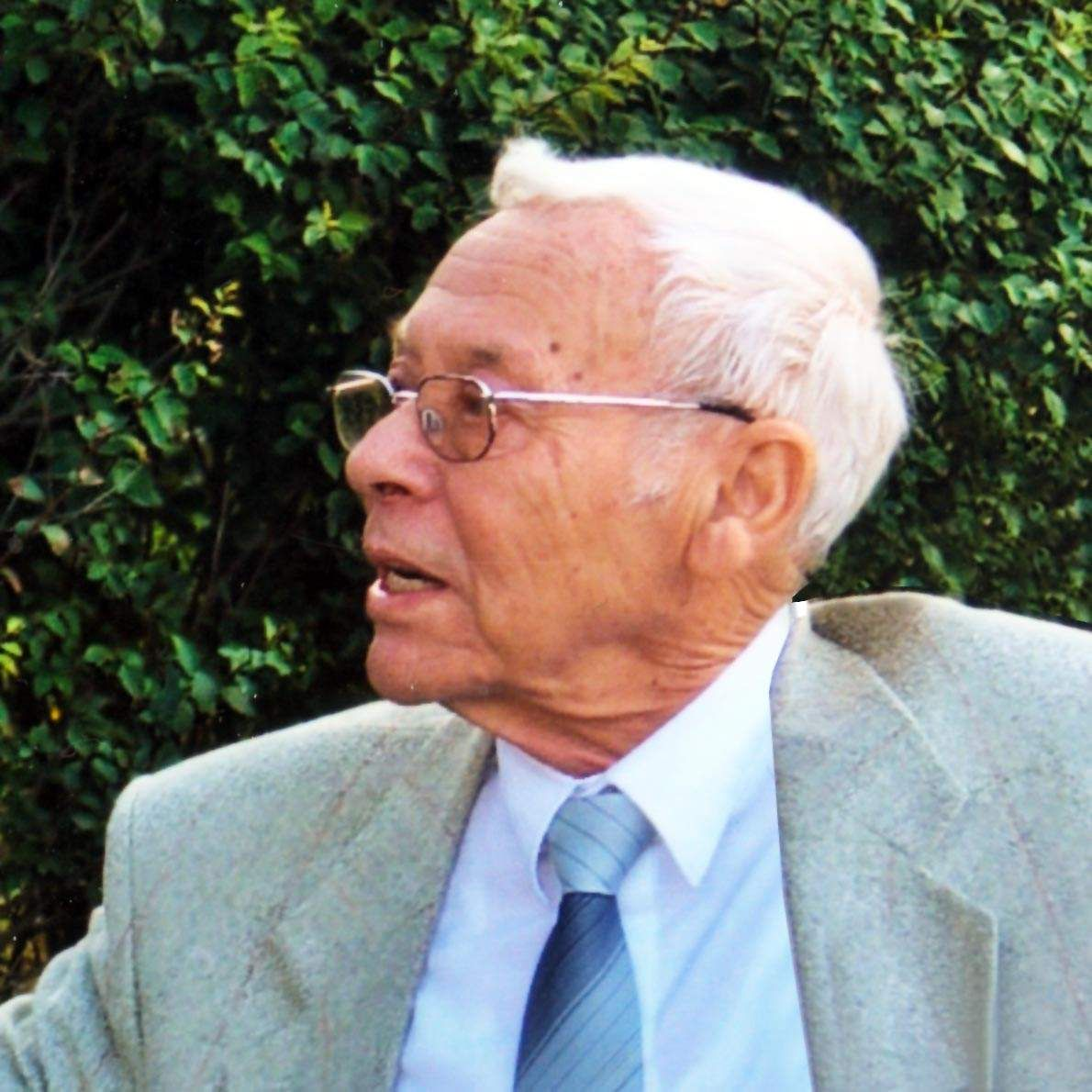
Oskar Hauser um 2000

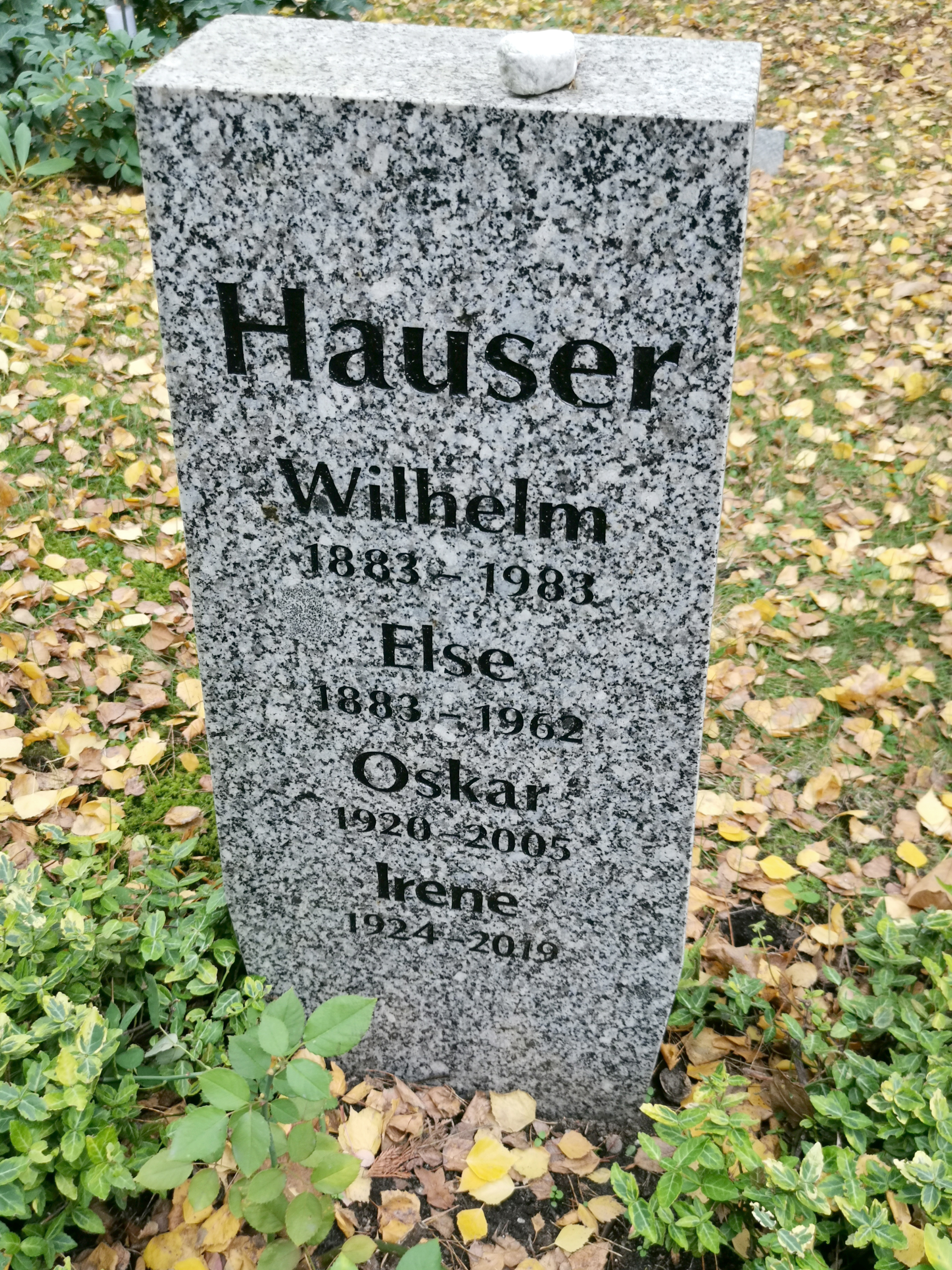
Grab auf dem Friedhof Pankow III, Abt. 36 U-142

Oskar Hauser (* 29. November 1920 in Freiburg im Breisgau; † 27. September 2005 in Wandlitz) war ein deutscher Physiker, Antifaschist und Hochschullehrer. Er war der Sohn des Mathematikers Wilhelm Hauser und Bruder des Schriftstellers Harald Hauser.

## Entwicklung
Oskar Hauser ist der zweitgeborene Sohn des Mathematikers und Lehrers Wilhelm Hauser und seiner Frau Else, geborene Krauth. Im Jahr 1933 nahm er erstmals die politischen Realitäten des Faschismus in Deutschland wahr – sein Vater hatte daheim am Tage der Reichstagswahlen im März unmittelbar nach dem Reichstagsbrand ausgerufen: „Das alles ist der Krieg!“
Die bereits 1934 geplante Auswanderung der Familie aus dem faschistischen Deutschland musste zunächst wegen einer langwierigen Hüftgelenkserkrankung Oskars aufgegeben werden. In dieser Zeit absolvierte Oskar, teilweise im Selbststudium, seine Schulausbildung und legte 1938 die Reifeprüfung ab. 1939 emigrierte sein Vater nach England, wohin Frau und Sohn folgen sollten. Während beider Zwischenstation in Frankreich brach der Zweite Weltkrieg aus und Mutter und Sohn wurden interniert (die Mutter in Mende und er selbst in Libourne bei Bordeaux). Für die deutschen Behörden waren sie nun staatenlos, was ihnen aber nicht bekannt wurde.

## Aufenthalt in Frankreich (1940–1941)
Oskar Hauser und seine Mutter bemühten sich nach ihrer Freilassung 1940 intensiv, aber ergebnislos, um eine Auswanderung in die USA, wo ein Onkel bereits Arbeit und Unterkunft gefunden hatte. Stattdessen zogen sie nach Paris, das zu dieser Zeit von der deutschen Wehrmacht besetzt war. Hier erhielten sie eine vorläufige Aufenthaltsgenehmigung; eine Wiedereinreise nach Deutschland war ihnen zunächst untersagt. Mit Übersetzungen, Schulunterricht und Bürotätigkeiten bestritten sie ihren Lebensunterhalt.

## Rückkehr nach Deutschland (ab 1942)
Im November 1941 gelangte Oskar Hauser mittels eines Arbeitsvertrages für französische Fremdarbeiter erst nach Dessau und später nach Berlin. Seiner Mutter war inzwischen auch die Einreise nach Berlin gelungen, wo er sie nun wiedertraf. Hier erst erhielt er Kenntnis von seiner Ausbürgerung. Die Behörden stellten ihm noch einmal eine befristete Aufenthaltserlaubnis aus mit der Maßgabe, sich Arbeit zu suchen. So wurde er Laborant in einem Forschungsinstitut der AEG in Berlin-Reinickendorf.
Während dieser Zeit lancierte Oskar Hauser über eine Schweizer Familie Situationsberichte über das Tagesgeschehen in Deutschland an französische Zeitungen.

## Neuanfang in Berlin ab 1945
Nach Ende des Krieges sah Oskar Hauser seine Idee von einem neuen, antifaschistisch geprägten Deutschland auf dem Wege der Verwirklichung. Er trat noch im Juni 1945 (zusammen mit seiner Frau, die er Ende Mai 1945 geheiratet hatte) in die KPD ein. Er arbeitete in den ersten Monaten nach Kriegsende als Leiter des Arbeitsamtes in seinem Wohngebiet.
Von 1946 bis 1951 studierte Oskar Hauser an der gerade wieder eröffneten Berliner Universität Physik. Geprägt von der Lebensmaxime seines Vaters „Bildung für alle“ schlug er auf der ersten Kulturkonferenz der KPD im Februar 1946 als Vorsitzender der Studentischen Arbeitsgemeinschaft in Berlin vor, für Arbeiter- und Bauernkinder, die bisher nicht die Möglichkeit hatten, Voraussetzungen für ein Studium zu erwerben, Vorstudienanstalten zur Erlangung der Hochschulreife einzurichten. Dieser Idee folgend wurden zunächst Förderkurse, denen die Vorstudienanstalt folgte, verwirklicht. Daraus entwickelten sich später die Arbeiter-und-Bauern-Fakultäten (ABF). Mancher später bekannt gewordene Wissenschaftler oder Künstler, der über die ABF zum Studium gelangte, verdankt auch Oskar Hauser seinen Weg zur Universität, zu den Wissenschaften oder Künsten.

## Berufliche Laufbahn
Nach erfolgreichem Abschluss des Physikstudiums arbeitete Oskar Hauser im VEB Elektrokohle Berlin-Lichtenberg unter anderem an Prüfmethoden von Materialien (Kohle, Graphit und Silit). 1958 promovierte er mit einem entsprechenden Thema.
Von 1955 bis 1967 war er im Zentralinstitut für Kernforschung in Rossendorf bei Dresden auf dem Gebiet Werkstoffe und Festkörper tätig. 1964 habilitierte sich Oskar Hauser mit dem Thema Die Wirkung von Strahlung auf Festkörper an der Humboldt-Universität.
Im Jahr 1967 folgte er einem Ruf an die Humboldt-Universität als Professor für Experimentalphysik, er wurde Direktor des III. Physikalischen Instituts. Von 1972 bis zu seiner Emeritierung 1981 wirkte er als Prorektor für Naturwissenschaften. Hier war er für die Umsetzung der Hochschulreform im naturwissenschaftlichen Bereich verantwortlich, organisierte in diesem Rahmen eine engere Bindung von Wissenschaft und Praxis und förderte das Frauenstudium.
1972 erhielt er den Vaterländischen Verdienstorden in Bronze und 1985 in Gold.